# Oružane snage Mađarske
Oružane snage Mađarske (mađarski: Magyar Honvédség) je nacionalna obrambena snaga Mađarske. 
Predsjednik ima titulu vrhovnog zapovjednika oružanih snaga Mađarske. Ministarstvo obrane zajedno s načelnikom stožera upravlja oružanim snagama, uključujući mađarske kopnene snage i mađarske zračne snage. Od 2007. godine mađarske oružane snage su pod jedinstvenom zapovjednom strukturom. Ministarstvo obrane održava političku i civilnu kontrolu nad vojskom. Podređeno Zapovjedništvo zajedničkih snaga koordinira i upravlja zapovjedništvom oružanih snaga Mađarske. 
Oružane snage su u 2016. godini imale 37 650 djelatnika u aktivnoj službi, a ima ih 50 000 s onima u rezervi. U 2017. godini vojni izdaci bili su 1,21 milijardi dolara, oko 0,94 posto BDP-a zemlje, što je znatno ispod cilja NATO-a od 2 posto. Vlada je 2012. godine usvojila rezoluciju u kojoj je obećala povećati izdatke za obranu na 1,4% BDP-a do 2022.
Vojna služba je dobrovoljna, iako se vojni rok može dogoditi u vrijeme rata. U značajnoj modernizaciji, Mađarska je 2001. godine odlučila kupiti 14 borbenih zrakoplova JAS 39 Gripen za oko 800 milijuna eura. Mađarska je kupila 20 novih vojnih helikoptera Airbus i bombe za Gripene 2017. godine. Mađarski nacionalni centar za kibernetičku sigurnost reorganiziran je 2016. kako bi postao učinkovitiji putem cyber sigurnosti.